# Institut des molécules et de la matière condensée de Lille
 (avril 2022).
L'Institut des molécules et de la matière condensée de Lille (IMMCL Chevreul) est un institut de recherche de l'Université de Lille qui fédère plusieurs laboratoires de recherches en sciences chimiques, physiques et des matériaux

## Laboratoires fédérés
L'institut fédère les laboratoires de recherche lillois suivants :
- Unité matériaux et transformations(UMET), UMR CNRS 8207, regroupant depuis le 1er janvier 2010 le Laboratoire de structure et propriétés de l'état solide (LSPES)[1] et le laboratoire de métallurgie physique et génie des matériaux, UMR CNRS 8517[2].
- Unité de chimie moléculaire et de spectroscopie(UCMS), remplaçant une partie du laboratoire de chimie organique et macromoléculaire (LCOM), UMR CNRS 8009[3]
- Unité de catalyse et de chimie du solide (UCCS) UMR CNRS 8181[4].
- Laboratoire génie des procédés et technologies alimentaires (UR 638)[5]

## Structures d'accueil
Les structures d'accueil de l'institut sur le campus Cité Scientifique (Villeneuve-d'Ascq, Métropole européenne de Lille, Hauts-de-France) sont : 
- l'Université de Lille
- l'École nationale supérieure de chimie de Lille
- l'École centrale de Lille.

Ce site est desservi par la station de métro Cité Scientifique - Professeur Gabillard.
Constituent aussi des structures d'accueil de l'institut:
- le laboratoire de catalyse sur le campus Artois (UMR CNRS 8181)
- le laboratoire de thermo-physique de la matière condensée (LTPMC) (UMR CNRS 8024) sur le campus de l'Université du Littoral
- L'unité INSERM 761 – Biostructures et Découverte du Médicament (BDM) de l'Université de Lille

## Axes de recherches et École doctorale
Les grands axes de recherche de l'institut sont les suivants: 
- Matériaux fonctionnels polymères et organiques
- Matériaux oxydes et catalyse
- Liquides moléculaires complexes
- Synthèses organique et bio-organique
- Métallurgie et matériaux pour l’énergie
- Matériaux contraints ou forcés.

Ils s'insèrent dans les activités de l'École doctorale des sciences de la matière, du rayonnement et de l'environnement (ED-104 SMRE) Lille Nord de France.

## Liens
- Institut des molécules et de la matière condensée de Lille
- École doctorale (ED-104 SMRE) des sciences de la matière, du rayonnement et de l'environnement